# 連獅子

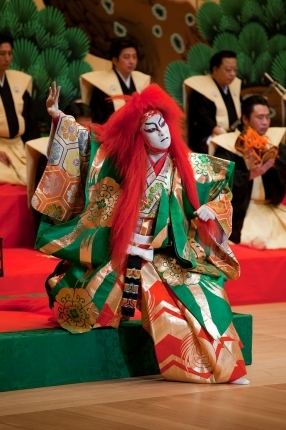
2010年日本APECにおいて上演された『連獅子』より二代目中村七之助による仔獅子の精（2010年、横浜市）

連獅子（れんじし）は、歌舞伎及び日本舞踊の演目のひとつ。河竹黙阿弥・作、初世花柳寿輔・振付。明治5年（1874年）5月市村座（当時の名称は村山座）での上演が本興行での初演。歌舞伎の代表的な演目のひとつであり、登場する親獅子・仔獅子の精の衣装、かつら、隈取等は『白浪五人男』の弁天小僧菊之助や『助六縁江戸桜』の助六、『勧進帳』の弁慶、『暫』の鎌倉権五郎景政などと並んで「歌舞伎」のアイコンあるいはステレオタイプとして認知され、デフォルメされた表現が各方面に二次利用されている。

## 成立
文久元年（1861年）5月、両国中村楼の座敷で、花柳寿輔の実子・芳次郎の名披露目に父子で踊ったとされる。この際の舞曲は杵屋勝三郎作曲。本興行に載せたのは明治5年（1874年）村山座で『浪花潟入江大塩』の劇中劇としてで、この時から現在も舞台で使われる三世杵屋正治郎作曲の長唄が付いた。

## あらすじ
1. 能舞台を模した松羽目の舞台に、二人の狂言師右近と左近が現れ、二人は厳かに舞い始める。舞は文殊菩薩の霊地である清涼山にかかる石橋を描写し、手にした手獅子の毛と衣で親子の獅子を模して獅子の子落としの伝承を再現する。
2. 二人が舞台から下がると次の場は間狂言となる。
(間狂言として『宗論』を演じる場合)
清涼山の麓、頂きを目指す二人の修行僧が出会い、最初は旅は道連れと和やかに打ち解けるが、互いの宗門がライバルたる法華宗と念仏宗だと判明すると、どちらの宗旨が優れているのかと激しい宗論（宗教論争）に発展する。法華宗の僧（法華宗坊主、法華の僧蓮念、法華僧日門などの役名表記がある）が題目「南無妙法蓮華経」を団扇太鼓を叩きながら連呼すると、念仏宗の僧（念仏宗坊主、浄土の僧遍念、浄土僧専念などの役名表記がある）はすかさず叩き鉦（かね）を打って「南無阿弥陀仏」を連呼して応じる。題目と念仏の応酬のうち、いつの間にか双方が取り違え入れ替わって唱える事態となり互いに慌てるコミカルな展開を呈する。周囲ではにわかに暴風が吹き付け不気味な雰囲気となり、二人の僧は慌てて逃げ、舞台から去る。
3. 大薩摩（おおさつま；物語を語る浄瑠璃の一種）が石橋の様子を描写し、悠然と親子獅子の精が登場する。親子は牡丹の花の匂いを嗅ぎ、「狂い」と呼ばれる激しい動きを見せる。そして牡丹の枝を手に、芳しく咲く牡丹の花、それに戯れる獅子の様などを描き、親子の息の合った眼目の毛振りとなる。長い毛を豪快に振り、獅子の座について幕。

## 概説
現在では役名は「狂言師右近後に親獅子の精」、「狂言師左近後に仔獅子の精」などと表記されるのが一般化しており（狂言師右近と左近のどちらが親でどちらが子かは定着しておらず、揺らぎがある。近年の大歌舞伎では右近を親獅子を舞う先達狂言師、左近を仔獅子を舞う若い狂言師とするのが一般化しつつある）、初世市川猿翁と三世市川段四郎、十七世中村勘三郎と五代目中村勘九郎（のちの十八世中村勘三郎）、その十八世勘三郎と二代目中村勘太郎（現・六代目中村勘九郎）及び二代目中村七之助など、親獅子と仔獅子を実際に親子である演者が舞う配役で上演されることも多い。このため親子襲名披露興行でも取り上げられることの多い演目である。
澤瀉屋で演じられる型は澤瀉十種の一つに選ばれているが、澤瀉屋に限らず、中村屋や萬屋、成駒屋、高麗屋などの歌舞伎役者らによって広く演じられてきた演目である。
多種の派生形があり、上方舞の楳茂都流二世楳茂都扇性振付の「三人連獅子」は「親獅子」「仔獅子」に「母獅子」の精を加えた三人で舞う。
2009年（平成21年）の四代目松本金太郎初舞台公演では「門出祝寿連獅子（かどんでいおうことぶきれんじし）」として今井豊茂脚本により「左近後に親獅子の精」「右近後に仔獅子の精」に「童後に孫獅子」を加えた三人で舞う作品が上演された。
2016年（平成28年）から2017年（平成29年）にかけての三代目中村橋之助改め八代目中村芝翫とその三人の息子である中村国生改め四代目中村橋之助・中村宗生改め三代目中村福之助・中村宜生改め四代目中村歌之助の同時襲名披露では「祝勢揃壽連獅子（せいぞろいことぶきれんじし）」と題して今井豊茂脚本、八世藤間勘十郎振付によってひとりの親獅子に対して三人の仔獅子が舞う型が上演された。

## 連獅子を題材とした二次創作
- 魔王連獅子 - ゲーム
- 誰も知らないJ学園 - ドラマ
- レンジー - ラグビーワールドカップ2019公式マスコット。たてがみの白いレンが親、赤いジーが子という設定。